# Ojo de Agua megye
Ojo de Agua egy megye Argentína északi részén, Santiago del Estero tartományban. Székhelye Villa Ojo de Agua.

## Népesség
A megye népessége a közelmúltban a következőképpen változott:
| Év   | Lakosság |
| ---- | -------- |
| 2001 | 13 326   |
| 2010 | 14 008   |